# 歷基禾路斯足球會
歷基禾路斯（Niki Volou）是一支希臘職業足球會，現於希超作賽，是2014–15球季的升班馬。